# Parafia Chrystusa Króla i bł. Daniela Brottier w Chojnicach
Parafia Chrystusa Króla i bł. Daniela Brottier w Chojnicach – rzymskokatolicka parafia należąca do dekanatu Chojnice, diecezji pelplińskiej. Prowadzona jest przez misjonarzy Ducha Świętego.

## Zasięg parafii
Do parafii należą wierni z Chojnic, mieszkający przy ulicach: Batalionów Chłopskich, Błękitnej Armii, Bolesława Chrobrego, Brzozowej (nr Nieparzyste Od 35 Do 83), Czesława Wycecha, Czynu Zbrojnego Kolejarzy, Ducha Świętego, Jedności, Kasprzaka, Kazimierza Jagiellończyka, Kazimierza Wielkiego, 14 Lutego (od Nr 30 Do 94), Łąkowej, Makowskiego, Mieszka I, Obrońców Westerplatte, Okrzei, Pomorskiej, Powstańców Wielkopolskich, Prochowej (nr 28-62), Rydzkowskiego, Sikorskiego, Sobierajczyka, Szablewskiej, Władysława Jagiełły, Wojska Polskiego, Wolszlegiera i Zygmunta Augusta.